# 낙조 (1968년 영화)
"낙조"는 1968년 공개된 대한민국의 영화이다.

## 배역
- 김진규
- 윤정희
- 문정숙
- 김석훈
- 이빈화
- 한은진
- 장혁
- 김정훈